# Obština Omurtag
Obština Omurtag (bulharsky Община Омуртаг) je bulharská jednotka územní samosprávy v Tărgovišťské oblasti. Leží ve středním Bulharsku na severních svazích Staré planiny a v Předbalkánu. Správním střediskem je město Omurtag, kromě něj zahrnuje obština 41 vesnic. Žije zde přes 22 tisíc stálých obyvatel.

## Sídla
| - Bălgaranovo - Belomorci - Carevci - Cerovište - Černokapci - Dolna Chubavka - Dolno Kozarevo - Dolno Novkovo - Goljamo Cărkvište - Gorna Chubavka - Gorno Kozarevo - Gorno Novkovo - Gorsko Selo - Ilijno | - Kamburovo - Kestenovo - Kozma Prezviter - Krasnoselci - Mogilec - Obitel - Omurtag (sídlo správy) - Panajot Chitovo - Paničino - Pădarino - Părvan - Petrino - Plăstina - Ptičevo | - Rătlina - Rosica - Stanec - Tăpčileštovo - Ugledno - Velička - Velikdenče - Verenci - Veselec - Visok - Vrani Kon - Zelena Morava - Zmejno - Zvezdica |

## Sousední obštiny
| Růžice kompasu |          |                 | Tărgovište | Růžice kompasu |
| Růžice kompasu | Antonovo | Sever           |            | Růžice kompasu |
| Růžice kompasu | Antonovo | Obština Omurtag |            | Růžice kompasu |
| Růžice kompasu | Antonovo | Jih             |            | Růžice kompasu |
| Růžice kompasu | Elena    | Kotel           | Vărbica    | Růžice kompasu |

## Obyvatelstvo
V obštině žije 22 762 stálých obyvatel a včetně přechodně hlášených obyvatel 32 515. Podle sčítáni 1. února 2011 bylo národnostní složení následující:
- Turci: 11 959 (68.3 %)
- Bulhaři: 3 518 (20.1 %)
- Romové: 1 690 (9.7 %)
- ostatní: 345 (2.0 %)